# NGC 3653
NGC 3653 é uma galáxia elíptica (E-S0) localizada na direcção da constelação de Leo. Possui uma declinação de +24° 16' 47" e uma ascensão recta de 11 horas, 22 minutos e 30,0 segundos.
A galáxia NGC 3653 foi descoberta em 10 de Abril de 1785 por William Herschel.